# Corregimiento de Aconcagua
La provincia de Aconcagua o corregimiento de Aconcagua fue una división territorial del Imperio español dentro de la Capitanía General de Chile. 
Fue creada en 1770 debido a la creación del cabildo de la Villa de San Felipe El Real (1743). Estaba a cargo de un corregidor, quién presidía el Cabildo de la villa. En 1786, se convierte en el Partido de Aconcagua.